# Real Betis Balompié (calcio femminile)
Il Real Betis Balompié, noto semplicemente come Betis Siviglia, Betis Balompié o Betis, è una squadra di calcio femminile spagnola, sezione femminile dell'omonimo club con sede nella città di Siviglia, capoluogo della Comunità Autonoma dell'Andalusia e dell'omonima provincia.
La squadra, istituita nel 2011 assorbendo l'Azahar Club de Fútbol, fondato nel 2009, ha ottenuto il migliore risultato della sua storia sportiva con il sesto posto in Primera División Femenina de España, primo livello del campionato spagnolo, conquistato al termine della stagione 2017-2018, a cui si aggiunge il raggiungimento dei quarti di finale nell'edizione 2018 della Coppa della Regina.

## Storia
Nel 2009 viene fondato l'Azahar Club de Fútbol, società con sede nel barrio Alfalfa della città di Siviglia, con il fine di promuovere lo sport del calcio nel quartiere con delle formazioni giovanili.
Nel 2011 viene ratificato un accordo con la dirigenza del Real Betis Balompié per integrare nella sua struttura le formazioni Senior e Cadete "A" del Azahar del Azahar, lasciando il Cadete "B" e l'Alevín in gestione al loro vecchio club. Alla sua prima stagione giunge al secondo posto tuttavia, grazie al ritiro del Taraguillas, la squadra squadra femminile titolare si aggiudica la promozione in Segunda División Femenina de España, secondo livello nella struttura del campionato spagnolo femminile di calcio. Già al suo secondo anno il Betis cessa la collaborazione con l'Azahar CF, inserendo nelle proprie formazioni giocatori provenienti dai diversi quartieri di Siviglia.
Nella stagione 2014-2015 concluse il proprio girone al primo posto, accedendo così agli spareggi promozione per la Primera División, ma arrivato in finale perde lo scontro decisivo con le avversarie del Granadilla Tenerife Sur, rimandando di una stagione il salto di categoria. La stagione successiva concluse nuovamente al primo posto il proprio girone e superato le avversarie del Fermaguín viene promossa in Primera División assieme al Tacuense.
Al suo primo campionato di Primera División la squadra totalizza 34 punti, classificandosi a un lusinghiero undicesimo posto e ben lontana dalla zona retrocessione, mentre in quello 2017-2018 conclude al sesto posto con 46 punti, a 4 punti dal Valencia, risultato che le consente l'accesso, per la prima volta nella sua storia sportiva, alla Coppa della Regina e dove nell'edizione 2018 viene eliminata già alla prima sessione dei quarti di finale dal Granadilla Tenerife Sur.

## Palmarès
- Campionato spagnolo di seconda divisione: 1

2015-2016

## Organico

### Rosa 2019-2020
Rosa, ruoli e numeri di maglia tratti dal sito LaLiga.com e aggiornati all'8 dicembre 2019.
| N. |                        | Ruolo | Calciatrice           |
| -- | ---------------------- | ----- | --------------------- |
| 1  | Francia (bandiera)     | P     | Méline Gerard         |
| 2  | Spagna (bandiera)      | D     | Cristina Muñoz        |
| 3  | Paesi Bassi (bandiera) | D     | Merel van Dongen      |
| 4  | Spagna (bandiera)      | D     | Ana González          |
| 5  | Spagna (bandiera)      | C     | Laura González        |
| 6  | Spagna (bandiera)      | C     | Ana Hernández         |
| 7  | Spagna (bandiera)      | A     | Ana Romero "Willy"    |
| 8  | Spagna (bandiera)      | C     | Irene Guerrero        |
| 9  | Spagna (bandiera)      | A     | Priscila Borja        |
| 10 | Argentina (bandiera)   | A     | Marianela Szymanowski |
| 11 | Spagna (bandiera)      | D     | Nuria Ligero          |
| 12 | Spagna (bandiera)      | C     | Beatriz Parra         |

| N. |                        | Ruolo | Calciatrice         |
| -- | ---------------------- | ----- | ------------------- |
| 13 | Stati Uniti (bandiera) | P     | Emily Dolan         |
| 14 | Spagna (bandiera)      | D     | Rosa Otermín        |
| 15 | Spagna (bandiera)      | D     | Marta Cazalla       |
| 16 | Stati Uniti (bandiera) | A     | Michaela Abam       |
| 17 | Spagna (bandiera)      | C     | Rosa Márquez        |
| 18 | Italia (bandiera)      | A     | Martina Piemonte    |
| 19 | Venezuela (bandiera)   | C     | Maikerlin Astudillo |
| 20 | Azerbaigian (bandiera) | D     | Marta Perarnau      |
| 21 | Spagna (bandiera)      | D     | Paula Perea         |
| 22 | Russia (bandiera)      | A     | Marina Fëdorova     |
| 23 | Spagna (bandiera)      | P     | Sonia Baena         |